# Ungdoms-VM i håndbold 2009 (mænd)
Ungdomsverdensmesterskabet i håndbold for mænd 2009 var det 3. ungdoms-VM i håndbold for mænd, og slutrunden med deltagelse af 20 hold blev afviklet i Tunesien i perioden 20. – 31. juli 2009. Spillere født i 1990 eller senere kunne deltage i mesterskabet.
Kampene afvikledes i tre arenaer i tre forskellige byer i det nordøstlige Tunesien:
- Palais des sports d'El Menzah, Tunis (4.500 tilskuerpladser)
- Salle Omnisports 7 Novembre de Hammamet, Hammamet (3.500 tilskuerpladser)
- Palais 7 Novembre de Nabeul, Nabeul (2.500 tilskuerpladser)

Mesterskabet blev vundet af Kroatien, som i finalen besejrede Island med 40-35. Bronzemedaljerne gik til Sverige, som i bronzekampen vandt 30-27 over værtslandet Tunesien. Danmark blev slået ud i kvartfinalen mod de senere vindere af VM, Kroatien, men danskerne vandt de efterfølgende placeringskampe og endte dermed mesterskabet på femtepladsen.

## Hold
Fra Europa var nr. 1-7 fra U.18-EM 2008, Danmark, Tyskland, Sverige, Island, Kroatien, Spanien og Frankrig, direkte kvalificeret til slutrunden. U.18-EM's nr. 8, Norge, kom med til slutrunden som reserve, idet Oceanien ikke tilmeldte et hold til mesterskabet.
De tre asiatiske deltagere blev fundet ved det asiatiske ungdomsmesterskab i 2008, der blev afholdt i Amman, Jordan, hvor de tre bedst placerede hold, Kuwait, Qatar og Iran, sikrede sig en plads ved slutrunden i Tunesien.
Fra Panamerika kvalificerede Argentina, Brasilien, Puerto Rico og Venezuela sig til slutrunden, mens Afrika ud over værtslandet Tunesien blev repræsenteret af Egypten, Libyen, Benin og Marokko.
De 20 hold blev ved en lodtrækning den 27. april 2009 i IHF's hovedkvarter i Basel inddelt i fire grupper med fem hold. Inden lodtrækningen blev holdene seedet i fem seedningslag.
| Seedningslag 1 |
| -------------- |
| Tyskland       |
| Danmark        |
| Sverige        |
| Argentina      |

| Seedningslag 2 |
| -------------- |
| Egypten        |
| Island         |
| Tunesien       |
| Kroatien       |

| Seedningslag 3 |
| -------------- |
| Kuwait         |
| Brasilien      |
| Qatar          |
| Libyen         |

| Seedningslag 4 og 5 | Seedningslag 4 og 5 |
| ------------------- | ------------------- |
| Benin               | Frankrig            |
| Puerto Rico         | Venezuela           |
| Spanien             | Marokko             |
| Iran                | Norge               |

Lodtrækningen resulterede i følgende gruppeinddeling:
| Gruppe A |
| -------- |
| Tyskland |
| Egypten  |
| Qatar    |
| Norge    |
| Marokko  |

| Gruppe B    |
| ----------- |
| Sverige     |
| Island      |
| Brasilien   |
| Puerto Rico |
| Frankrig    |

| Gruppe C |
| -------- |
| Danmark  |
| Tunesien |
| Kuwait   |
| Benin    |
| Iran     |

| Gruppe D  |
| --------- |
| Argentina |
| Kroatien  |
| Libyen    |
| Spanien   |
| Venezuela |

Efterfølgende meldte Benin tilsyneladende afbud, for da IHF offentliggjorde programmet for slutrunden, var holdet blevet erstattet med Algeriet.

## Slutrunde

### Indledende runde
De 20 hold var inddelt i fire gruppe med fem hold i hver. I hver gruppe spillede de fem hold alle-mod-alle, og de to bedste hold gik videre til kvartfinalerne. Gruppetreerne gik videre til placeringskampene om 9. – 12.-pladsen, holdene der sluttede på fjerdepladserne spillede videre i kampene om 13. – 16.-pladsen, mens femmerne måtte tage til takke med spil om 17. – 20.-pladsen.
GRUPPE A i Tunis
| Dato  | Kamp               | Res.  |
| ----- | ------------------ | ----- |
| 20.7. | Egypten - Norge    | 31-36 |
| 20.7. | Qatar - Marokko    | 41-15 |
| 21.7. | Norge - Tyskland   | 30-26 |
| 21.7. | Marokko - Egypten  | 17-38 |
| 22.7. | Qatar - Tyskland   | 18-32 |
| 23.7. | Egypten - Qatar    | 34-23 |
| 23.7. | Norge - Marokko    | 39-11 |
| 24.7. | Marokko - Tyskland | 13-37 |
| 25.7. | Tyskland - Egypten | 31-29 |
| 25.7. | Norge - Qatar      | 34-27 |

| Gruppe A | Kampe | Mål     | Point |
| -------- | ----- | ------- | ----- |
| Norge    | 4     | 139-950 | 8     |
| Tyskland | 4     | 126-900 | 6     |
| Egypten  | 4     | 132-107 | 4     |
| Qatar    | 4     | 109-115 | 2     |
| Marokko  | 4     | 056-153 | 0     |

GRUPPE B i Nabeul
| Dato  | Kamp                    | Res.  |
| ----- | ----------------------- | ----- |
| 20.7. | Island - Puerto Rico    | 35-23 |
| 20.7. | Brasilien - Frankrig    | 26-33 |
| 21.7. | Sverige - Puerto Rico   | 49-12 |
| 21.7. | Frankrig - Island       | 24-29 |
| 22.7. | Brasilien - Sverige     | 27-30 |
| 23.7. | Island - Brasilien      | 37-31 |
| 23.7. | Puerto Rico - Frankrig  | 17-31 |
| 24.7. | Frankrig - Sverige      | 25-26 |
| 25.7. | Sverige - Island        | 44-41 |
| 25.7. | Puerto Rico - Brasilien | 26-35 |

| Gruppe B    | Kampe | Mål     | Point |
| ----------- | ----- | ------- | ----- |
| Sverige     | 4     | 149-105 | 8     |
| Island      | 4     | 142-122 | 6     |
| Frankrig    | 4     | 113-980 | 4     |
| Brasilien   | 4     | 119-126 | 2     |
| Puerto Rico | 4     | 079-150 | 0     |

GRUPPE C i Hammamet
| Dato  | Kamp                | Res.  |
| ----- | ------------------- | ----- |
| 20.7. | Kuwait - Iran       | 32-37 |
| 20.7. | Tunesien - Algeriet | 26-14 |
| 21.7. | Danmark - Algeriet  | 23-19 |
| 21.7. | Iran - Tunesien     | 30-35 |
| 22.7. | Kuwait - Danmark    | 23-32 |
| 23.7. | Algeriet - Iran     | 30-30 |
| 23.7. | Tunesien - Kuwait   | 32-26 |
| 24.7. | Iran - Danmark      | 30-34 |
| 25.7. | Algeriet - Kuwait   | 35-28 |
| 25.7. | Danmark - Tunesien  | 27-28 |

| Gruppe C | Kampe | Mål     | Point |
| -------- | ----- | ------- | ----- |
| Tunesien | 4     | 121-970 | 8     |
| Danmark  | 4     | 116-100 | 6     |
| Iran     | 4     | 127-133 | 3     |
| Algeriet | 4     | 096-107 | 3     |
| Kuwait   | 4     | 109-136 | 0     |

GRUPPE D i Tunis
| Dato  | Kamp                  | Res.  |
| ----- | --------------------- | ----- |
| 20.7. | Kroatien - Spanien    | 24-20 |
| 20.7. | Libyen - Venezuela    | 38-29 |
| 21.7. | Spanien - Argentina   | 28-80 |
| 21.7. | Venezuela – Kroatien  | 17-38 |
| 22.7. | Libyen – Argentina    | 20-28 |
| 23.7. | Kroatien – Libyen     | 42-18 |
| 23.7. | Spanien – Venezuela   | 42-12 |
| 24.7. | Venezuela – Argentina | 23-35 |
| 25.7. | Argentina – Kroatien  | 29-43 |
| 25.7. | Spanien – Libyen      | 30-13 |

| Gruppe D  | Kampe | Mål     | Point |
| --------- | ----- | ------- | ----- |
| Kroatien  | 4     | 147-840 | 8     |
| Spanien   | 4     | 120-570 | 6     |
| Argentina | 4     | 100-114 | 4     |
| Libyen    | 4     | 089-129 | 2     |
| Venezuela | 4     | 081-153 | 0     |

### Placeringskampe
Placeringskampene om 17. – 20.-pladsen havde deltagelse af de fire hold, der endte på femtepladserne i grupperne i den indledende runde. Holdene mødtes først i to semifinaler, hvorfra vinderne gik videre til kampen om 17.-pladsen, mens taberne måtte tage til takke med at spille om 19.-pladsen.
| Dato                | Kamp                    | Res.        |
| Semifinaler         | Semifinaler             | Semifinaler |
| ------------------- | ----------------------- | ----------- |
| 27.7.               | Marokko - Puerto Rico   | 33-34       |
| 27.7.               | Kuwait - Venezuela      | 31-34       |
| Kamp om 19.-pladsen |                         |             |
| 29.7.               | Marokko - Kuwait        | 22-31       |
| Kamp om 17.-pladsen |                         |             |
| 29.7.               | Puerto Rico - Venezuela | 31-25       |

| Samlet rangering | Samlet rangering |
| ---------------- | ---------------- |
| 17.              | Puerto Rico      |
| 18.              | Venezuela        |
| 19.              | Kuwait           |
| 20.              | Marokko          |

Placeringskampene om 13. – 16.-pladsen havde deltagelse af de fire hold, der endte på fjerdepladserne i grupperne i den indledende runde. Holdene mødtes først i to semifinaler, hvorfra vinderne gik videre til kampen om 13.-pladsen, mens taberne måtte tage til takke med at spille om 15.-pladsen.
| Dato                | Kamp               | Res.        |
| Semifinaler         | Semifinaler        | Semifinaler |
| ------------------- | ------------------ | ----------- |
| 27.7.               | Qatar - Brasilien  | 33-29       |
| 27.7.               | Algeriet - Libyen  | 31-19       |
| Kamp om 15.-pladsen |                    |             |
| 29.7.               | Brasilien - Libyen | 34-15       |
| Kamp om 13.-pladsen |                    |             |
| 29.7.               | Qatar - Algeriet   | 27-26       |

| Samlet rangering | Samlet rangering |
| ---------------- | ---------------- |
| 13.              | Qatar            |
| 14.              | Algeriet         |
| 15.              | Brasilien        |
| 16.              | Libyen           |

Placeringskampene om 9. – 12.-pladsen havde deltagelse af de fire hold, der endte på tredjepladserne i grupperne i den indledende runde. Holdene mødtes først i to semifinaler, hvorfra vinderne gik videre til kampen om 9.-pladsen, mens taberne måtte tage til takke med at spille om 11.-pladsen.
| Dato                | Kamp                | Res.        |
| Semifinaler         | Semifinaler         | Semifinaler |
| ------------------- | ------------------- | ----------- |
| 27.7.               | Egypten - Frankrig  | 27-33       |
| 27.7.               | Iran - Argentina    | 30-26       |
| Kamp om 11.-pladsen |                     |             |
| 29.7.               | Egypten - Argentina | 29-32       |
| Kamp om 9.-pladsen  |                     |             |
| 29.7.               | Frankrig - Iran     | 35-27       |

| Samlet rangering | Samlet rangering |
| ---------------- | ---------------- |
| 9.               | Frankrig         |
| 10.              | Iran             |
| 11.              | Argentina        |
| 12.              | Egypten          |

Placeringskampene om 5. – 8.-pladsen havde deltagelse af de fire tabere af kvartfinalerne. Holdene mødtes først i to semifinaler, hvorfra vinderne gik videre til kampen om 5.-pladsen, mens taberne spillede om 7.-pladsen
| Dato               | Kamp               | Res.        |
| Semifinaler        | Semifinaler        | Semifinaler |
| ------------------ | ------------------ | ----------- |
| 29.7.              | Norge - Spanien    | 21-23       |
| 29.7.              | Tyskland - Danmark | 22-31       |
| Kamp om 7.-pladsen |                    |             |
| 31.7.              | Norge - Tyskland   | 24-25       |
| Kamp om 5.-pladsen |                    |             |
| 31.7.              | Spanien - Danmark  | 29-30       |

| Samlet rangering | Samlet rangering |
| ---------------- | ---------------- |
| 5.               | Danmark          |
| 6.               | Spanien          |
| 7.               | Tyskland         |
| 8.               | Norge            |

### Slutspil
| Dato         | Kamp               | Res.  | Spillested |
| ------------ | ------------------ | ----- | ---------- |
| Kvartfinaler |                    |       |            |
| 27.7.        | Norge - Island     | 37-43 | Tunis      |
| 27.7.        | Spanien - Tunesien | 19-26 | Hammamet   |
| 27.7.        | Sverige - Tyskland | 31-26 | Tunis      |
| 27.7.        | Danmark - Kroatien | 24-29 | Nabeul     |
| Semifinaler  |                    |       |            |
| 29.7.        | Island - Tunesien  | 33-31 | Hammamet   |
| 29.7.        | Sverige - Kroatien | 25-28 | Nabeul     |
| Bronzekamp   |                    |       |            |
| 31.7.        | Tunesien - Sverige | 27-30 | Nabeul     |
| Finale       |                    |       |            |
| 31.7.        | Island - Kroatien  | 35-40 | Nabeul     |

|  | Kvartfinaler | Kvartfinaler | Kvartfinaler |          |         | Semifinaler | Semifinaler | Semifinaler |  |  | Finale | Finale | Finale |
|  |              |              |              |          |         |             |             |             |  |  |        |        |        |
|  | A1           | Norge        | 37           |          |         |             |             |             |  |  |        |        |        |
|  | B2           | Island       | 43           |          |         |             |             |             |  |  |        |        |        |
|  | B2           | Island       | 43           |          | B2      | Island      | 33          |             |  |  |        |        |        |
|  |              |              |              |          | B2      | Island      | 33          |             |  |  |        |        |        |
|  |              | C1           | Tunesien     | 31       |         |             |             |             |  |  |        |        |        |
|  | D2           | C1           | Tunesien     | 31       | Spanien | 19          |             |             |  |  |        |        |        |
|  | D2           |              |              |          | Spanien | 19          |             |             |  |  |        |        |        |
|  | C1           | Tunesien     | 26           |          |         |             |             |             |  |  |        |        |        |
|  |              |              |              |          |         |             |             |             |  |  | B2     | Island | 35     |
|  |              |              | D1           | Kroatien | 40      |             |             |             |  |  |        |        |        |
|  | B1           | Sverige      | 31           |          |         |             |             |             |  |  |        |        |        |
|  | A2           | Tyskland     | 26           |          |         |             |             |             |  |  |        |        |        |
|  | A2           | Tyskland     | 26           |          | B1      | Sverige     | 25          |             |  |  |        |        |        |
|  |              |              |              |          | B1      | Sverige     | 25          |             |  |  |        |        |        |
|  |              | D1           | Kroatien     | 28       |         |             |             |             |  |  |        |        |        |
|  | C2           | D1           | Kroatien     | 28       | Danmark | 24          |             |             |  |  |        |        |        |
|  | C2           |              |              |          | Danmark | 24          |             |             |  |  |        |        |        |
|  | D1           | Kroatien     | 29           |          |         |             |             |             |  |  |        |        |        |

### Medaljevindere
| Guld | Sølv | Bronze |
| --- | --- | --- |
| Kroatien | Island | Sverige |
| Alen Grd Damir Vučko Luka Sokolić Krešimir Ledinski Ivan Belfinger Dario Černeka Marino Marić Vedran Huđ Robert Markotić Ante Vukas Krešimir Kozina Luka Stepančić Josip Pivac Lovro Šprem Nikola Špelić Ivan Slišković | Kristófer Guðmundsson Þorgrímur Ólafsson Benedikt Reynir Kristinsson Aron Pálmarsson Heimir Óli Heimisson Tjörvi Þorgeirsson Róbert Aron Hostert Halldór Guðjonsson Guðmundur Árni Ólafsson Stefán Sigurmannsson Svavar Ólafsson Ólafur Guðmundsson Oddur Grétarsson Arnór Stefánsson Örn Ingi Bjarkason Ragnar Jóhannsson | Leo Larsson Iris Ganibegovic Matti Zachrisson Almir Suljević Viktor Ottosson Eric Forsell-Schefvert Martin Adolfsson Linus Arnesson Oskar Ysander Markus Olsson Andreas Cederholm Flamur Gerbeshi Andreas Remnesjö-Arrman Rickard Lönn Mattias Thynell Gustav Nord |